# Галантний стиль (музика)
Галантний стиль — стиль в європейській музиці 1720—1770-х років, що вважається перехідним від барокової до класицистичної епохи. Галантний стиль характеризується поверненням до простоти й безпосередності сприйняття після складності, властивій музиці пізнього бароко. Це означало простіші, більш пісенні мелодії, зменшення використання поліфонії, коротких періодичних фраз, скорочення гармонічного словника з акцентом на тоніці та домінанті, а також чітке розмежування між солістом і акомпанементом. CPE Бах і Даніель Готтлоб Тюрк, які були одними з найвидатніших теоретиків кінця 18 століття, протиставляли галант «вченим» або «строгим» стилям. ) Німецьке empfindsamer Stil, яке прагне висловити особисті емоції та чутливість, можна розглядати як близькоспоріднений північнонімецький діалект міжнародного галантного стилю, або як контраст із нею, наприклад, між музикою Карла Філіпа Емануеля Баха, засновника обох стилів, і музикою Йоганна Крістіана Баха, який просував галантний стиль далі та був ближчим до класики. 

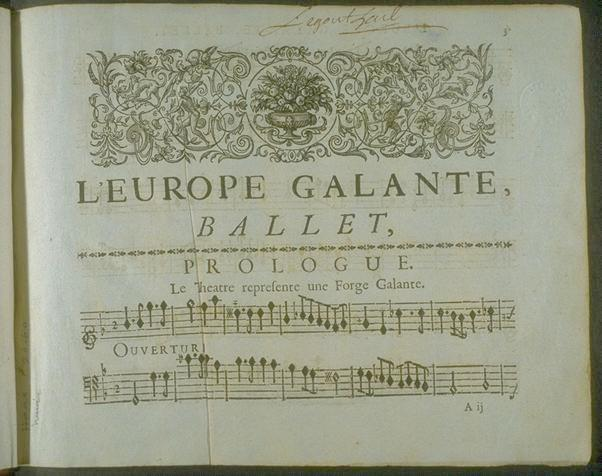
André Campra, L'Europe galante 2nd edition (1698)

Слово «галантний» походить з французької мови, де воно використовувалося принаймні з 16 століття. На початку XVIII століття словосполучення galant homme описувало людину моди, що була елегантною, культурною та доброчесною. Німецький теоретик Йоган Маттезон посилався на «галантний стиль» у музиці у трактаті Das forschende Orchester 1721 року і визначав цей стиль як більш легкий, сучасний, einem galanten Stylo, і назвав серед його провідних практиків Джованні Бонончіні, Антоніо Кальдара, Георга Філіпа Телемана, Алессандро Скарлатті, Антоніо Вівальді та Георга Фрідріха Генделя. Усі вони складали італійську оперу seria, що залишалася провідним жанром музики галантного стилю. Центрами розвитку музики галантного стилю стали Неаполь, Венеція, Дрезден, Берлін, Штутгарт, Мангейм, а також Париж.
У сучасників галантний стиль викликав не тільки захоплення, але й критику: Йоган Самуель Петрі у книзі Anleitung zur praktischen Musik (1782) говорив про «велику катастрофу в музиці».
Зразками галантного стилю вважаються пізні твори Я. Телемана, синів Й. С. Баха, а також Йоганна Йоахіма Кванца, Йоганна Ґоттліба та Карла Генріха Грауна, Франца та Георга Антона Бенди, Фрідріха Великого, Йоганна Адольфа Гассе, Джованні Баттіста Саммартіні, Джузеппе Тартіні, Бальдассаре Ґалуппі, Йоганна Стаміца, Доменіко Альберті, а ранні твори Й.Гайдна і Моцарта.
Головною в музиці галантного стилю є мелодія. При цьому гармонічні фігурації у галантній музиці повільніші, ніж у ранньому бароко, таким чином мелодичні орнаменти набувають більшої ваги.
Музичний галантний стиль споріднений з рококо в образотворчому мистецтві, в якому також цінувалися свіжість, доступність і чарівність. Наприклад, картини  Антуана Ватто в стилі рококо характеризуються світлішою і чистішою палітрою кольорів, що надавала галантної прозорості його картинам, часто порівнюваної з оркестровкою галантної музики.